# Kuwaitupogebia
Kuwaitupogebia is een geslacht van kreeftachtigen uit de klasse van de Malacostraca (hogere kreeftachtigen).

## Soort
- Kuwaitupogebia nithyanandan Sakai, Türkay & Al Aidaroos, 2015